# One (mangaká)
ONE (Niigata, 29 de outubro de 1986) é o pseudônimo de um mangaká, mais conhecido por sua série de webcomic One Punch-Man, que foi refeita por Yusuke Murata. Ele serializa One-Punch Man em seu próprio website (sob nenhuma editora oficial), ou seja, ele não é pago para a publicação do mangá online, embora ele receba dinheiro de royalties associados de One Punch-Man. Ele serializa Mob Psycho 100 na versão online da revista semanal Weekly Shōnen Sunday ao mesmo tempo.
Em dezembro de 2015, o acesso a seu site é atingido mais de 100 000 vezes por dia, e cresceu a um site que totaliza mais de 70 milhões de visitas.
Ele nasceu em Niigata e foi criado em Kounosu, Saitama.

## Obras
- One Punch-Man (ワンパンマン) (2009-presente)
- Mob Psycho 100 (モブサイコ100) (2012-2017)
- Makai no Ossan (魔界のオッサン) (2012–2013)
- Dotō no Yūshatachi (怒涛の勇者達) (com Yusuke Murata; 2012)
- Dangan Tenshi Fan Club (弾丸天使ファンクラブ) (com Yusuke Murata; 2012)
- Gokiburi Buster (ゴキブリバスター) (com Yusuke Murata; 2015)
- Reigen (2018-2019)
- Versus (バーサス) (com Kyotaro Azuma e Bose; 2022 - presente)
- Bug Ego (バグエゴ) (com Kiyoto Shitara; 2023 - presente)